# Евреинов, Владимир Алексеевич (учёный)
Владимир Алексеевич Евреинов (1887–1967) — французский учёный-агроном

 российского происхождения; селекционер-помолог, профессор.

## Биография
Родился в имении Борщень Курской губернии (ныне Большесолдатского района Курской области) 7 (19) августа 1887 года, в семье Алексея Владимировича Евреинова (1852—1903). Имел младших братьев Бориса (1888—1933) и Дмитрия и сестру Нину (1892—1935).
В 1913 году окончил физико-математический факультет Императорского Санкт-Петербургского университета. Был избран предводителем дворянства Суджанского уезда, а также гласным Курского губернского земства от Суджанского уезда. После февральской революции 1917 года был назначен уездным комиссаром Временного правительства. После Октябрьской революции 1917 года прекратил всякую политическую деятельность, посвятив себя научной работе; в 1919 году защитил магистерскую диссертацию.
В 1920 году эмигрировал из России; около трёх лет жил в Королевстве сербов, хорватов и словенцев, где преподавал естествознание и географию в 1-й русско-сербской гимназии Белграда. Был начальником организации «Русский скаут».
В 1923 году переехал в Прагу. По приглашению Русского института сельскохозяйственной кооперации читал курс лекций по плодоводству. Был назначен учёным-помологом Хлумцевского питомника. В Чехословакии он издал учебное пособие по плодоводству, ягодоводству и огородничеству. В 1926 году защитил докторскую диссертацию в Карловом университете.
В 1928 году переехал во Францию, получив должность директора имения «Сомашез», которое принадлежало сенатору Рауру, создателю и владельцу фруктовых садов и питомников на юго-западе Франции. Уже через несколько лет имение получило репутацию показательного, а работами Евреинова заинтересовались профессора Высшей национальной агрономической школы Шале и Ривальс. К нему обращались за консультациями агрономы, студенты, сотрудники многих научных центров.
Сразу после Второй мировой войны возобновил педагогическую деятельность, возглавив кафедру в Высшей национальной агрономической школе в Тулузе; в 1860-х годах стал почётным профессором этого учебного заведения. 
Создал в имении «Флямбель» опытные поля, питомники, новые коллекции фруктовых культур. Писал многочисленные статьи, которые переводились на французский, немецкий, чешский языки.
Неоднократно награждался Обществом садоводов Франции; 17 ноября 1965 года Сельскохозяйственная академия на открытом заседании присудила Евреинову именную медаль и премию «Ксавье Бернар».
Умер 3 декабря 1967 года в Париже; похоронен на кладбище Сент-Женевьев-де-Буа.
Был женат на Кире Дмитриевне, урождённой Васьяновой (1887—1981).